# Lieder aus dem Rinnstein
Lieder aus dem Rinnstein ist der Titel einer deutschsprachigen Lied- und Gedichtsammlung, die in drei Einzelbänden 1903, 1904, 1906 von Hans Ostwald herausgegeben wurde. Ein Auswahlband erschien 1920.

## Herkunft des Titels
Am 18. Dezember 1901, zur Enthüllung der Statuen in der Siegesallee, hatte Kaiser Wilhelm II. in einer Rede zum Thema „Die wahre Kunst“ davon gesprochen, dass diese in den Rinnstein niedersteige, wenn sie das Elend noch scheußlicher hinstelle als es schon sei:
Eine Kunst, die sich über die von MIR bezeichneten Gesetze und Schranken hinwegsetzt, ist keine Kunst mehr, sie ist Fabrikarbeit, ist Gewerbe, und das darf die Kunst nie werden […] Wenn nun die Kunst, wie es jetzt vielfach geschieht, weiter nichts thut, als das Elend noch scheußlicher hinzustellen, wie es schon ist, dann versündigt sie sich damit am deutschen Volke. […] und soll die Kulthur ihre Aufgabe voll erfüllen, dann muß sie bis in die unteren Schichten des Volkes hindurchgedrungen sein. Das kann sie nur, wenn die Kunst die Hand dazu bietet, wenn sie erhebt, statt daß sie in den Rinnstein niedersteigt.
Hans Ostwald hat diesen Ausspruch zum Anlass genommen, seine Textsammlung unter dem Titel Lieder aus dem Rinnstein herauszugeben.

## Inhalt
Die Textsammlung der Lieder aus dem Rinnstein beginnt mit der Zeit der Bauernkriege. Es folgen Gedichte von Schiller, Goethe, Heine, von damals bekannten Autoren wie Frank Wedekind, Karl Henckell, Peter Hille und anderen. Ebenso aber auch Texte von (damals weniger bekannten) jungen Talenten (Hans Ostwald) wie Else Lasker-Schüler: „…ich bin 1876 zu Elberfeld geboren. Mein Buch ‚Styx‘ (Gedichte) kam 1902 bei Axel Juncker, Berlin, heraus…“ und Erich Mühsam. Sein erstes veröffentlichtes Gedicht Amanda ist darin auch zu finden. Über ihn steht zu lesen: „…1902–1903 Redakteur des „Armen Teufel“ in Friedrichshagen. Lebt jetzt in Wilmersdorf … Ein Buch ist bisher noch nicht erschienen.“ Weitere heute weniger bekannte Autoren waren Margarete Beutler, Ada Christen und Martin Drescher.
Zu den „Liedern aus dem Rinnstein“ gehören weit mehr als nur Dirnenlieder, (so benannt nach Hans Ostwalds Buch Das Berliner Dirnentum, Leipzig 1905–1907). Es finden sich auch Liebeslieder, Lieder aus der Not und aus den unteren sozialen Klassen und gesellschaftlichen Randgruppen, Moritaten, im weitesten Sinne Naturalismus, Expressionismus und Verfemung.
Lange Zeit war das Werk fast vergessen, weil die Kabarettisten sich mit aktuelleren Problemen befassen wollten. Während der Zeit des Nationalsozialismus war unter Kabarett und Kleinkunst nur noch billigste Unterhaltung präsentiert worden. Die kritischen Schriftsteller, Lyriker und Kabarett-Texter waren verjagt worden, Künstler und Kulturschaffende sollten nur noch das nationalsozialistische Regime unkritisch unterstützen.
Das Werk ist nicht nur ein Zeitdokument zugunsten der unteren sozialen Klassen und gesellschaftlichen Randgruppen (Hans Ostwald) der Jahrhundertwende und eine Veröffentlichung der Lyrik von damals noch wenig bekannten Zeitgenossen.

## Bedeutung und Publikation
Die Sammlung Lieder aus dem Rinnstein war bedeutungsvoll für die Schaffung eines eigenständigen sozialen deutschen Chansons, in der die Ausgestoßenen der Gesellschaft mit ihren meist anonymen Liedern sich zu Wort meldeten. Hier wurden Sprachschichten für die Lyrik fruchtbar gemacht, die bisher auch in den Volksliedersammlungen nicht vertreten waren.